# Hieracium grofae
Hieracium grofae es una especie de planta con flor del género Hieracium, de la familia Asteraceae, orden Asterales.

## Distribución
Hieracium grofae se distribuye por Ucrania, Europa.

## Taxonomía
Fue descrita científicamente por Woloszczak.
Tratamiento taxonómico
La especie aparece registrada y publicada en Spraw. Komis. Fizjogr.